# خورخي غراو
خورخي غراو (بالإسبانية: Jorge Grau)‏ هو كاتب سيناريو وكاتب ورسام ومخرج إسباني، ولد في 27 أكتوبر 1930 في برشلونة في إسبانيا، وتوفي في 26 ديسمبر 2018 في مدريد في إسبانيا.

## وصلات خارجية
- خورخي غراو على موقع IMDb (الإنجليزية)
- خورخي غراو على موقع ألو سيني (الفرنسية)
- خورخي غراو على موقع أول موفي (الإنجليزية)
- خورخي غراو على موقع قاعدة بيانات الأفلام السويدية (السويدية)
- خورخي غراو على موقع قاعدة بيانات الفيلم (الإنجليزية)
- خورخي غراو على موقع كينوبويسك (الروسية)